# Philosophiques (revue)
Ne pas confondre avec la revue Philosophique, sous-titrée Annales littéraires de l'Université de Franche-Comté.
Philosophiques est une revue semestrielle fondée en 1974 par Yvon Lafrance, de l'Université d’Ottawa. Elle est depuis le 1er janvier 1976 l’organe officiel de la Société de philosophie du Québec.
Elle publie des articles scientifiques couvrant les différents domaines de la philosophie et de l’histoire de la philosophie, qui sont sélectionnés uniquement en fonction de leur qualité. Elle ne fait la promotion d’aucune école, doctrine ou méthodologie et a pour seul souci de contribuer à stimuler la recherche philosophique.
Elle publie aussi, sur invitation, des études critiques et des comptes-rendus d’ouvrages philosophiques récemment parus.